# 国民革命军第十三军
國民革命軍第十三軍，是中華民國國民政府編制的軍事組織，其內涵經過多次轉換，但較為人所知的是在對日抗戰後由湯恩伯指揮的中央軍系部隊。在國共內戰期間在東北戰場與共軍作戰，後在北平投降解體。

## 沿革

### 第二军擴編系統
民國十六年（1927）5月，國民革命軍第二軍在攻佔武昌後進行擴軍計畫，原先屬第二軍的國民革命軍第5師（師長譚道源，部隊為前建國湘軍系統）、教導師，後更名為國民革命軍第38師（師長陳嘉祐，前建國湘軍系統）調出，搭配新成立的國民革命軍第39師（師長岳森），合編成第二軍，軍長陳嘉祐、副軍長譚道源。成軍後，第5師師長換為成光耀、38師師長更換為李韞銜。第十三軍在寧漢分裂時與第二師態度相同，屬於支持武漢國民政府的派系。因此成軍後並未投入第二期北伐，而是長時間駐紮湖南一帶。
第二期北伐前，國軍進行整編期間因十三軍與新桂系的第十三軍有番號重複的情況，因此部隊在民國十七年（1928）2月被改名國民革命軍第十四軍。第5師編號不變、38師改名為國民革命軍第45師、39師則改名為國民革命軍第49師，並撥編國民革命軍第八軍一部分成立教導師。
北伐戰爭結束後，第5師遭到縮編為國民革命軍第50師148旅，旅長由成光耀續任，回歸第二軍編制。建國湘軍系統的第十三軍與後續的十三軍即無關係，50師後調為國民革命軍第二十二軍的基礎部隊。

### 新桂系系統
在新桂系加入國民政府北伐序列後，該系統也自立進行部隊編遣。
民國十六年（1927）9月，國民革命軍第十四軍軍長賴世璜遭白崇禧下令處決，部隊縮編，由熊式輝擔任師長。1927年10月，由貴州籍將領王天培指揮的國民革命軍第十軍遭到撤裁縮編成2個師。白崇禧利用這三個師的兵力，混入原本國民革命軍第七軍第3師的部隊，在同一個月成立國民革命軍第十三軍，軍長白崇禧、副軍長熊式輝，下編成第1師（熊式輝兼任，前十四軍系統，後更名為國民革命軍第37師）、第2師（師長楊勝治、前第十軍系統）、第3師（師長李明揚、建國滇軍系統）。
第十三軍（新桂系）成軍初期在浙江一帶佈署，37師在抵達上海後作為淞滬守備部隊脫離第十三軍編制。白崇禧以在武漢招募的補充部隊改編部隊，第2師改名國民革命軍第38師（師長張定璠、新桂系），第3師改名國民革命軍第39師（師長呂煥炎、新桂系），並組成第4師（師長侯蒞霜、新桂系）。在第二期北伐前，因唐生智態度上開始有反叛南京軍委會的情況，因此在民16年10月20日南京政府下令討伐唐生智。該役結束後，十三軍北上投入與奉系交戰的第二期北伐戰爭。
該役結束後，十三軍北上投入與奉系交戰的第二期北伐戰爭。北伐戰爭結束後，第十三軍駐防河北省，但是在新桂系與南京國民政府立場反目後，蔣中正藉由唐生智操作收買十三軍旗下部隊，該部隊在民國十七年（1928）底左右譁變瓦解，白崇禧與廣西籍軍官成功脫逃，但部隊遭到李品仙收編。

### 中央軍系統
十三軍第四次使用是在民國十八年（1929），屬於中央系與地方省軍系統的混編部隊。

1929年12月，因中原大戰備戰所需，國民革命軍第13師擴編為第十三軍，軍長夏斗寅兼13師師長。
夏斗寅在國民革命軍北伐時為湘軍體系，在湖南軍閥兵敗後投靠國民政府，但它的起源追朔回則是湖北省軍為主體的鄂軍系統。在四一二事变時，夏斗寅決定依附蔣中正系統，作為南京國民政府的武裝部隊。後來蔣中正酬庸的方式是將鄂軍第1師擴編新編第十軍，後改稱國民革命軍第二十七軍。北伐勝利後，因軍隊編遣二十七軍備縮編成國民革命軍第13師，下轄國民革命軍第37旅（旅長万耀煌、鄂軍系統）、國民革命軍第38旅（旅長朱懷冰、中央軍系統）。
在中原大戰前，13師曾在民國十八年（1929）使用過第二軍之番號，後隨著13師轉編而撤銷，年底以13師為主體擴編第十三軍。中原大戰後撤銷。
民國二十一年（1932）6月，因中國共產黨部隊在鄂豫皖革命根據地戰爭之需，國民政府第五次啟用第十三軍番號，由國民革命軍第88師（前國民革命軍警備第2師、師長孫元良、中央軍系統）、國民革命軍第89師（前黃埔軍校教導第3師改名、師長湯恩伯、中央軍系統）、國民革命軍第4師（前黃埔軍校教導第2師、師長张治中、中央軍系統）合編，軍長钱大钧，参谋长李祖植。該部隊後來投入長城戰役。
民國二十二年（1933）1月，錢大鈞卸任十三軍軍長，代理軍長由湯恩伯出任，隨後88師因任務結束調離，十三軍隨後即以第4師、第89師為主。
七七事變後，十三軍編入傅作义的第七集团军，参加平绥线抗战的南口防御战役与板垣第5师团、川岸第20师团一部和二个独混旅团大战14天，死守北平通向整个西北方向的重要门户南口。
- 军长汤恩伯
- 副军长鲍刚
- 第4师，师长王万龄
- 第89师，师长王仲廉

1937年10月，平汉路北段作战，汤恩伯升任第20军团长。第20军团辖汤恩伯〔兼〕第13军、关麟征第52军、周碞第75军、王仲廉第85军。后鲍刚升任第13军军长。1938年初，张轸任军长。参加了徐州会战、武汉会战。1938年6月，汤恩伯升任第31集团军总司令，张轸接任第20军团长，王仲廉接任第13军军长。该军辖：
- 第23师：师长李必蕃
- 第110师：师长吴绍周
- 新编第35师：师长王劲哉。不久改称第128师

1939年初，第23师与國民革命軍第八十五軍所隸屬之第89师对调，第128师改隶湘鄂赣边区游击总指挥部；第89军第193师改隶第13军。第13军在桐柏山区游击。
1940年1月，張雪中任军长。1940年4月，第193师该隶新编第2军，新编第1师改隶13军。汤集团自1940年夏的枣宜会战落幕后移驻豫中地区。
1942年下半年，第110师与第八十五军第4师对调。1942年7月30日，张雪中升任第31集团军副总司令，第85军副军长石觉代理13军军长。
1943年初第110师改隶第85军，第89军第117师改隶第13军。
1943年5月，第13军：
- 军长石觉
- 副军长吴绍周、王毓文、王公亮、舒荣
- 参谋长张纯玺
- 第4师：师长蔡剑鸣
- 第89师：师长舒荣（兼任）、金式
- 第117师：师长刘漫天

1944年5月，13军参加豫湘桂会战的豫中會戰。
1944年9月，第117师改隶暂编第一军，新编第八军暂编第16师改隶第13军。
1944年底，第13军奉命调往贵州，守贵阳。
1945年2月，暂编第16师被裁减，第九军第54师改隶第13军。1945年4月至5月，该军参加湘西会战和收复桂林之战。
抗战胜利后，1945年10月24日，分乘美军運輸艦隊駛離香港，11月1日在秦皇岛登陆，11月3日集结完毕。后续部队第五十二军11月13日登陆完毕。11月16日两个军发动进攻山海关战斗。1946年1月，沿锦承线大举进攻热河解放区，被歼灭2000余人。1946年2月中旬，第89师孤军冒进秀水河子，被东北民主联军第一师与第三师第七旅于2月13日黄昏发起进攻至14日凌晨，全歼第266团和第265团1个营、师属山炮连、汽车连，毙俘1400余人。即秀水河子战斗。
1946年3月，第十三军石觉部共36169人，其第4师骆振韶、第54师史松泉驻平泉地区，第89师万宅仁驻朝阳。
1946年7月，13军驻承德，守备热河。1946年冬调东北，参加了第四次临江进攻作战、第三次抗击共军南下松花江作战、1947年东北夏季防御作战等。13军：
- 第4师：师长骆振韶
- 第54师：师长史松泉
- 第89师：师长万宅仁。第四次临江进攻作战中被全歼，师长万宅仁化装逃出。

1947年秋，第54师与新六军第14师及暂编第59师合编为新编第三军。暂编第63师编入第13军。参加了东北秋季战役、东北冬季战役。
1948年5月，热河省划归华北剿总，第13军改隶华北剿总，参加了冀热察战役。1948年9月辽沈战役开始后，13军隶属冀热辽边区司令部（杜聿明任司令官），由承德出兵援锦州。
1948年11月第13军扩编为第9兵团：
- 兵团司令官石觉，副司令官蔡剑鸣，参谋长全英
- 军长石觉（兼）/骆振韶（第9兵团副司令兼）
- 副军长骆振韶/胡冠天
- 参谋长全英
- 第4师：师长郑邦杰、骆振韶（兼），后邓邦捷
- 第89师：师长刘建章，[1]后胡冠天、潘如涵
- 暂编第63师：师长欧孝全（原第4师副师长），后改番号为第297师
- 第155师 师长杨齐（原第54师参谋长）
- 第299师 师长巫剑峰（原4师10团团长）

1948年11月20日夜，石觉获得东北野战军入关的情报，次日凌晨四点带卫士先行离开部队入北平。部队交由第十三军副军长骆振韶指挥，以第四师、第八十九师、二九七师、二九九师、一五五师的顺序向北平撤退。12月5日，第155师在密云被东北野战军第四纵队消灭(第155师两个团、第297师1个团)，师长杨齐仅以身免。其他各部退入北平城内，担负东直门至广渠门一带及日坛的防守任务，并指挥驻守德胜门、安定门、地坛的第三十一军及驻守广渠门至永定门的第九十二军。
1948年12月中，葛晏春任第九兵团副司令官，骆振韶升任第十三军军长，第八十九师师长胡冠天升任副军长，潘如涵升任第八十九师师长。
1949年1月21日，13军师以上军官由北平乘飞机赴南京。留在北平的部队被和平改编：
- 第九兵团代理司令官葛晏春，副司令官尚炳垣，参谋长关中一，副参谋长马万钟
  - 第十三军，军长郑邦捷
    - 第四师，副师长虞上懃
    - 第八十九师，师长倪晋培
    - 第二九七师，参谋长石声璧
    - 第二九九师，副师长汪君勃

1949年1月31日，第九兵团开往河北三河、夏店、燕郊、马坊、大仓、邦均一带，接受解放军改编。第九兵团部编入解放军第十九兵团部，原代理司令官葛晏春任解放军第十九兵团副司令。第十三军军部编入解放军第四十四军军部，原第十三军代理军长郑邦捷任第四十四军副军长。第四师改编任命解放军独立第四十七师、第八十九师改编为人民解放军独立第四十六师、第二九七师改编为人民解放军独立第五十师、第二九九师改编为人民解放军独立第四十八师。